# Гродзець-Другий
Гродзець-Другий (пол. Grodziec Drugi) — село в Польщі, у гміні Немодлін Опольського повіту Опольського воєводства.
У 1975-1998 роках село належало до Опольського воєводства.